# 1971
1971 (MCMLXXI) byl rok, který dle gregoriánského kalendáře započal pátkem.

## Události
Automatický abecedně řazený seznam viz Kategorie:Události roku 1971
Československo
- V kanadském Torontu založili Josef Škvorecký se svou ženou Zdenou Salivarovou exilové nakladatelství '68 Publishers.
- 3. ledna – Pracující závodu ČKD Tatra Smíchov představili prototyp soupravy typu R1 pro pražské metro. Celkem byly vyrobeny dvě prototypové jednotky, které se však nedochovaly. Ještě v roce 1971 bylo rozhodnuto, že v pražském metru budou místo nich jezdit sovětské soupravy Ečs.
- 25.–29. května – V Průmyslovém paláci v Praze se již v plně normalizačním duchu uskutečnil 14. sjezd KSČ, který schválil plán 5. pětiletky na roky 1971–1975. Došlo k velkým kádrovým změnám v ÚV KSČ. Mimořádný vysočanský sjezd strany ze září 1968 byl prohlášen za neplatný. Gustáv Husák byl zvolen generálním tajemníkem strany.
- 12. července – Místopředseda federální vlády Ján Gregor uvedl v Praze na Spořilově do provozu první úsek dálnice D1 z Prahy do Mirošovic o délce 23 km. Souběžně byl otevřen přivaděč z Mirošovic do Benešova na silnici č. 3 směrem do Tábora a Českých Budějovic, který odvedl tranzitní dopravu ze staré benešovské silnice.
- 27.–29. července – Na zasedání RVHP v Bukurešti byl přijat Komplexní program prohlubování spolupráce mezi členskými státy, jehož naplňování vedlo v následujících letech Československo k dalšímu hospodářskému zaostávání za státy Západní Evropy.
- 1. září – Na katastru Hájů v Praze 4 bylo započato s výstavbou největšího panelového sídliště v Čechách – Jižního Města.
- 26.–27. listopadu – Po 7 letech se konaly všeobecné volby do Federálního shromáždění, do obou národních rad a do všech stupňů národních výborů. Ke dni voleb bylo rozšířeno území Brna o 9 obcí.
- 9. prosince – Prezident republiky Ludvík Svoboda jmenoval novou federální vládu vedenou Lubomírem Štrougalem. Předsednictvo České národní rady jmenovalo vládu ČSR vedenou Josefem Korčákem. Předsednictvo Slovenské národní rady jmenovalo vládu SSR vedenou Petrem Colotkou.

Svět
- 1. ledna
  - Rudolf Gnägi se stal prezidentem Švýcarska
  - Zákaz reklamy na cigarety v televizi v USA
- 2. ledna
  - Zákaz reklamy na cigarety v rozhlase v USA
  - Ve skotském Glasgow při fotbalovém utkání povolila jedna z bariér na schodišti tribuny a v nastalé panice zahynulo 66 lidí a kolem 20 jich bylo zraněno.
- 12. ledna – Premiérové vysílání amerického televizního sitcomu All in the Family
- 15. ledna – V Egyptě byla na Nilu po 11 letech dokončena výstavba Asuánské přehrady.
- 25. ledna – V Ugandě byl v nekrvavém převratu svržen prezident Milton Obote. Novým prezidentem se na 8 let stal Idi Amin.[1]
- 25. ledna – Na severu Indie vznikl 18. indický stát Himáčalpradéš.
- 2. února – V íránském Rámsaru byla podepsána Ramsarská úmluva na ochranu mokřadů a tento den se stal Světovým dnem mokřadů.[2] Československo k úmluvě přidalo v roce 1990.
- 31. ledna – V rámci programu Apollo odstartoval let Apollo 14, během kterého lidé potřetí vystoupili na povrch Měsíce.
- 4. února – Po finančních potížích byl vyhlášen konkurz na firmu Rolls-Royce a převzala ji britská vláda.
- 7. února
  - Ve Švýcarsku bylo uzákoněno volební právo žen. V říjnových parlamentních volbách pak bylo zvoleno 8 žen.[3]
  - V italském městě Tuscania během zemětřesení zahynulo 31 lidí.
  - Polský politik Władysław Gomułka rezignoval na všechny své funkce.
- 17. února – V Jugoslávii při požáru vlaku v tunelu Vranduk zemřelo 33 lidí a 117 jich bylo zraněno.
- 20. února – Tornáda v americkém státě Mississippi zabila 74 lidí.
- 26. února – Generální tajemník OSN U Thant vyhlašuje den jarní rovnodennosti jako Den Země.
- 12. března
  - Vojenský převrat v Turecku
  - Háfiz al-Asad se stává prezidentem Sýrie.
- 18. března – V Peru se lavina kamení zřítila do jezera Yanahuani a zabila 200 lidí.
- 23. března – Generál Alejandro Lanusse se po vojenském převratu ujímá moci v Argentině.
- 26. března – Bangladéš vyhlásil nezávislost
- 30. března – Otevření první kavárny Starbucks v Seattlu.
- 5. dubna – Erupce sopky Etna na Sicílii.
- 8. dubna – Pokus o převrat v Laosu
- 17. dubna – Libye, Sýrie a Egypt podepsaly dohodu o konfederaci.
- 19. dubna
  - Sovětský svaz vypustil první orbitální stanici Saljut 1
  - V Sierra Leone byla vyhlášena republika.
- 21. dubna – Zemřel haitský diktátor François Duvalier a moci se ujímá jeho syn Jean-Claude Duvalier.
- 24. dubna
  - 5 000 lidí ve Washingtonu a 125 000 v San Franciscu protestuje proti válce ve Vietnamu.
  - 85 metrů vysoká vlna tsunami zaplavila japonské ostrovy Rjúkjú
- 25. dubna
  - Franz Jonas byl znovuzvolen rakouským prezidentem
  - Todor Živkov byl znovuzvolen do čela Bulharské komunistické strany.
- 26. dubna – Kvůli násilným demonstracím turecká vláda v 11 provinciích včetně Ankary vyhlašuje „stav ohrožení státu“.
- 3. května – Walter Ulbricht byl ve funkci generálního tajemníka Sjednocené socialistické strany Německa vystřídán Erichem Honeckerem. Walter Ulbricht zůstává prezidentem NDR.
- 12. května – Zemětřesení u tureckého města Burdur
- 16. května – Pokus o státní převrat v Egyptě
- 22. května – V Turecku zemřelo při zemětřesení okolo 1 000 lidí a asi 10 000 lidí zůstalo bez přístřeší.
- 23. května – Při leteckém neštěstí na letišti v Rijece zahynulo 78 lidí, většinou britských turistů.
- 27. května – Rumunské dopravní letadlo bylo uneseno do Vídně
- 28. května – Portugalsko vystoupilo z UNESCO.
- 6. června – Sovětský svaz vypustil kosmickou loď Sojuz 11
- 10. června – USA ukončily obchodní embargo uvalené na Čínu.
- 14. června – Norsko začalo těžit ropu v Severním moři.
- 17. června – Japonsko a USA se dohodli o vrácení kontroly nad Okinawou Japonsku.
- 29. června – Při přistání kosmické lodi Saljut 1 zemřela celá posádka.
- 4. července – Michael S. Hart vydává první elektronickou knihu, která se stane základem pozdějšího Projektu Gutenberg.
- 5. července – Byla snížena věková hranice z 21 na 18 pro voliče v USA.
- 10. července – Pokus o převrat v Maroku.
- 11. července – V Chile byly znárodněny měděné doly.
- 16. července – Španělský diktátor Francisco Franco jmenuje prince Juana Carlose svým nástupcem.
- 17. července – Itálie a Rakousko podepsali smlouvu o ukončení sporů kolem jižního Tyrolska.
- 19. července
  - Jižní věž Světového obchodního centra v New Yorku dosáhla výšky 415 m a stala se druhou nejvyšší budovou na světě.
  - Pokus o převrat v Súdánu.
- 26. července – Apollo 15 odstartovalo k letu na Měsíc. Šlo o čtvrtý let, při kterém lidé vystoupili na povrch Měsíce.
- 30. července
  - Posádka Apolla 15 přistála na Měsíci
  - Při střetu japonského dopravního letadla Boeing 727 se stíhačkou North American F-86 zemřelo všech 162 cestujících.
- 1. srpna – George Harrison v New Yorku uspořádal Koncert pro Bangladéš pro 4 000 diváků.
- 6. srpna – Zatmění Měsíce
- 7. srpna – Apollo 15 přistálo v Pacifiku s problémy, kdy se neotevřel jeden ze tří padáků.
- 14. srpna – Bahrajn vyhlásil nezávislost na Velké Británii
- 14.–20. srpna – Americký psycholog Philip Zimbardo provedl s 24 studentskými dobrovolníky Stanfordský vězeňský experiment.
- 15. srpna
  - Počet britských vojáků v Severním Irsku byl zvýšen na 12 500.
  - Tzv. Nixonův šok: Americký prezident Richard Nixon zrušil přímou mezinárodní směnitelnost amerického dolaru ke zlatu, čímž ukončil třetí (a poslední) etapu zlatého standardu, tzv. standardu zlaté devizy.
- 25. srpna – Pohraniční srážky na hranicích Ugandy a Tanzanie
- 3. září – Katar vyhlásil nezávislost
- 4. září – Během přistání ve sněhové bouři ve městě Juneau na Aljašce narazil Boeing 727 na skálu a všech 111 lidí na palubě zahynulo.
- 11. září – V Londýně bylo při bankovní loupeži na Baker Street ukradeno 1,5 milionu liber.
- 13. září
  - Čínský vojevůdce Lin Piao se s letadlem zřítil v Mongolsku, když se snažil uprchnout z Číny do Sovětského svazu před obviněním přípravy státního převratu
  - Policie ukončila vzpouru vězňů ve věznici Attica, při které zahynulo 32 vězňů a 11 dalších osob.
- 18. září – Austrálie a Nový Zéland se rozhodli stáhnout svá vojska z Vietnamu.
- 21. září – Katar, Bhútán a Bahrajn se staly členy Organizace spojených národů
- 26. září – V Kodani založeno Svobodné město Christiania.
- 28. září – Maďarskému kardinálovi Józsefu Mindszenty, který od roku 1956 nemohl opustit ambasádu USA v Budapešti, bylo umožněno opustit zemi.
- 29. září – V indickém státu Urísa zabil cyklón okolo 10 000 lidí.
- 1. října – Představen funkční prototyp výpočetní tomografie
- 7. října – Omán se stal členem Organizace spojených národů
- 10. října – V rakouských parlamentních volbách zvítězila Sociálně demokratická strana vedená Brunem Kreiskym.
- 12. října – Začaly čtyřdenní oslavy 2500. výročí trvání íránské monarchie
- 19. října – Otevření metra v Mnichově
- 21. října – Kongo oficiálně přijalo nový název Zair
- 23. října – Firma Daimler-Benz oznámila vývoj airbagu
- 14. listopadu
  - Papežem Koptské pravoslavné církve se stal Šenuda III.
  - Začíná vysílat rozhlasová stanice Stimme der DDR určené pro obyvatele Západního Německa.
- 15. listopadu
  - Intel představil první mikroprocesor Intel 4004.
  - Zemřel Rudolf Ivanovič Abel první vyměněný špion ze SSSR, který byl zatčen CIA v Americe.
- 2. prosince – Vznikly Spojené arabské emiráty
- 3.–16. prosince – Proběhla Indicko-pákistánská válka, po jejímž ukončení vznikl samostatný stát Bangladéš.
- 9. prosince – Spojené arabské emiráty se staly členem Organizace spojených národů
- 18. prosince – Poslední dvě turbíny byly instalovány na Krasnojarskou přehradu. Stává se největší vodní elektrárnou na světě.
- 20. prosince – Založena organizace Lékaři bez hranic
- 24. prosince – Giovanni Leone byl vyhlášen jako vítěz italských prezidentských voleb. Funkce se ujal o pět dní později.
- 29. prosince – Británie opustila vojenskou základnu na Maltě.

- 1. světový romský sjezd; Londýn
- Dom Mintoff se stal předsedou vlády; Malta
- Čína se stala členem OSN
- Mezinárodní železniční unie zavedla nové značení lokomotiv
- USA (v souvislosti s válkou ve Vietnamu) zrušily volnou směnitelnost dolaru
- Nigérie vstoupila do Organizace zemí vyvážejících ropu
- Austrálie vstoupila do Organizace pro hospodářskou spolupráci a rozvoj
- Manáma se stala hlavním městem Bahrajnu

## Vědy a umění
- 11. října – John Lennon vydal skladbu Imagine
- 5. listopadu – Premiéra českého filmu Petrolejové lampy natočený režisérem Jurajem Herzem na motivy stejnojmenného psychologického románu Jaroslava Havlíčka.
- 20. listopadu – Isaac Hayes z Memphisu, TN dostal svou první píseň Theme from Shaft na vrchol americké hitparády, kde zůstal dva týdny
- 24. listopadu – Divadlo Járy Cimrmana uvedlo v Malostranské besedě hru Němý Bobeš.
- byla publikována první verze Pascalu (programovací jazyk)
- na sovětském experimentálním zařízení tokamak je dosaženo podmínek příznivých pro řízenou jadernou fúzi
- V Československu měly premiéru filmy Babička, Dívka na koštěti, Hry lásky šálivé, Metráček, My tři a pes z Pětipes, Petrolejové lampy, Princ Bajaja, Slaměný klobouk, Smrt černého krále, Vražda v hotelu Excelsior, Ženy v ofsajdu aj.
- Premiéry filmů 200 Motels, Diamanty jsou věčné, Mechanický pomeranč, Pošetilost mocných, Taking Off, THX 1138 aj.

## Nobelova cena
- Nobelova cena za fyziku – Dennis Gabor
- Nobelova cena za chemii – Gerhard Herzberg
- Nobelova cena za fyziologii a lékařství – Earl Wilbur Sutherland
- Nobelova cena za literaturu – Pablo Neruda
- Nobelova cena za mír – Willy Brandt
- Nobelova pamětní cena za ekonomii – Simon Kuznets

## Narození

### Česko

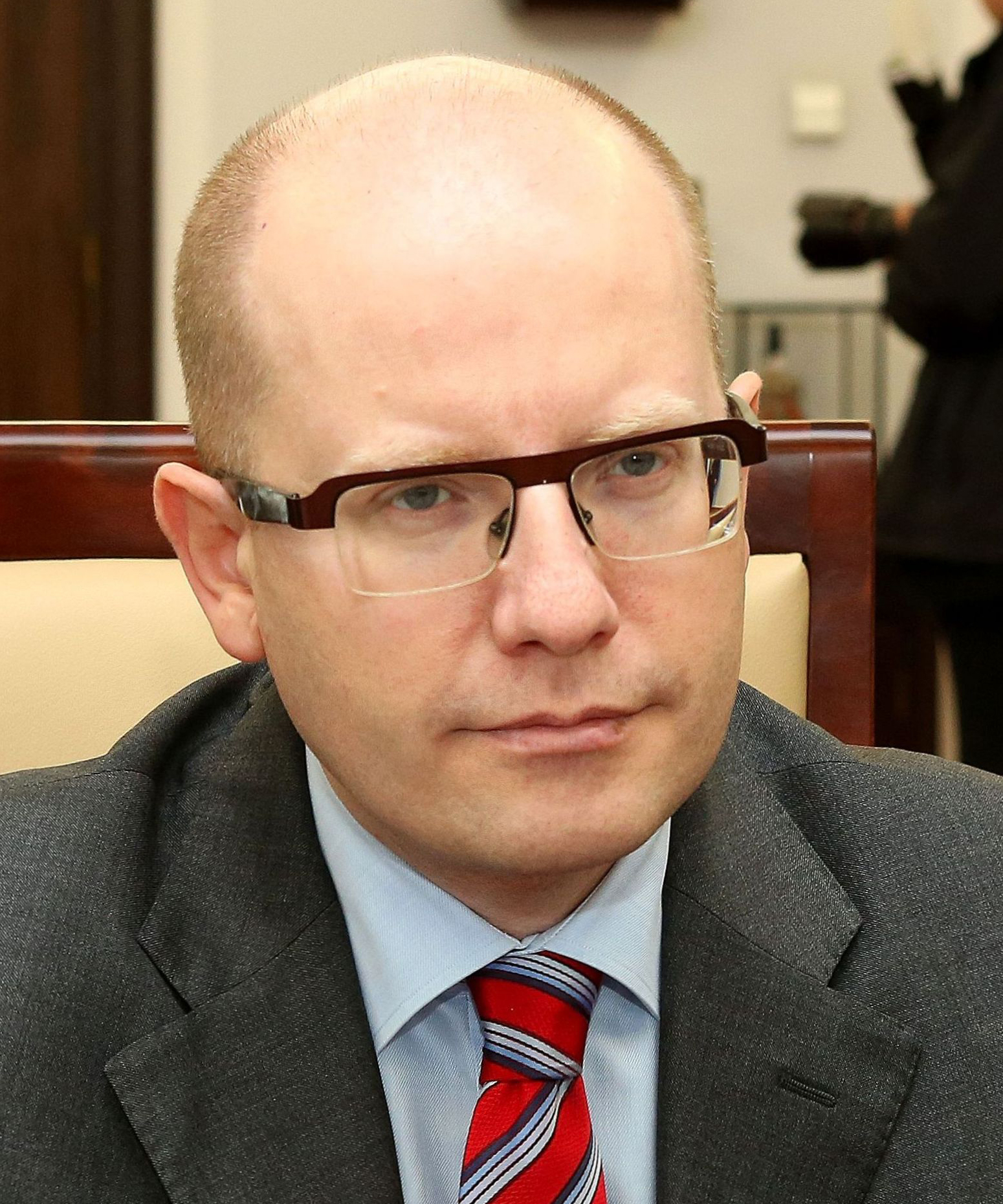
Bohuslav Sobotka (* 23. října)

- 01. ledna – Bobby Holík, hokejista
- 02. ledna
  - David Jařab, režisér a dramatik
  - Igor Chmela, herec
- 03. ledna – Alice Nellis, režisérka
- 08. ledna – Jaroslav Miller, historik
- 09. ledna – Radim Fiala, herec
- 12. ledna – Daniel Takáč, moderátor
- 27. leden – Libor Uher, horolezec
- 28. leden – Martina Kociánová, moderátorka a sopranistka
- 05. února – Markéta Fialová, česká moderátorka
- 14. února – Marek Dobeš, režisér, producent a scenárista
- 22. února – Ondřej Giňa, moderátor České televize
- 25. února – Tomáš Pitr, podnikatel
- 27. února – David Rikl, tenista
- 02. března
  - Roman Čechmánek, hokejista († 12. listopadu 2023)
  - Karel Rada, fotbalista
- 08. března – Bohdan Pomahač, plastický chirurg
- 13. března – Tomáš Matonoha, herec
- 17. března – Tomáš Pavelka, herec
- 23. března – David Vodrážka, politik
- 13. dubna – Robert Tamchyna, novinář
- 21. dubna – Jiří Macháček, archeolog
- 22. dubna – Miloš Holaň, hokejista
- 20. května – Šárka Kašpárková, atletka
- 27. května – Vilma Kadlečková, spisovatelka
- 02. června – Kateřina Bursíková Jacques, politička
- 11. června – Ota Váňa, kytarista
- 17. června – Marie Koldinská, historička
- 21. června – Jan P. Muchow, hudební skladatel a režisér
- 25. června – Robert Reichel, lední hokejista
- 11. července – Petra Jungmanová, herečka, zpěvačka a moderátorka
- 22. července – Jiří Vilímek, malíř a sochař
- 29. července – Dana Morávková, herečka a moderátorka
- 13. srpna – Michal Hrůza, zpěvák
- 29. srpna – Petr Házl, házenkář
- 31. srpna – Tereza Maxová, modelka
- 11. září – Aleš Jungmann, fotograf
- 13. září – Marek Daniel, herec
- 17. září – Klára Pollertová-Trojanová, herečka
- 22. září – Soňa Boštíková, horolezkyně
- 7. října – Zdeněk Hruška, dabér a herec
- 16. října – Ondřej Sokol, režisér a herec
- 23. října – Bohuslav Sobotka, bývalý premiér
- 28. října – Vladimír Hudáček, hokejista
- 05. listopadu – Jakub Holík, bývalý římskokatolický kněz
- 23. listopadu – Martina Vrbová, moderátorka
- 29. listopadu – Klára Melíšková, herečka
- 22. prosince – Pavlína Wolfová, redaktorka a moderátorka
- 28. prosince – Barbora Munzarová, herečka
- ? – Jan Daňhel, český střihač, pedagog na FAMU a člen Skupiny českých a slovenských surrealistů

### Svět

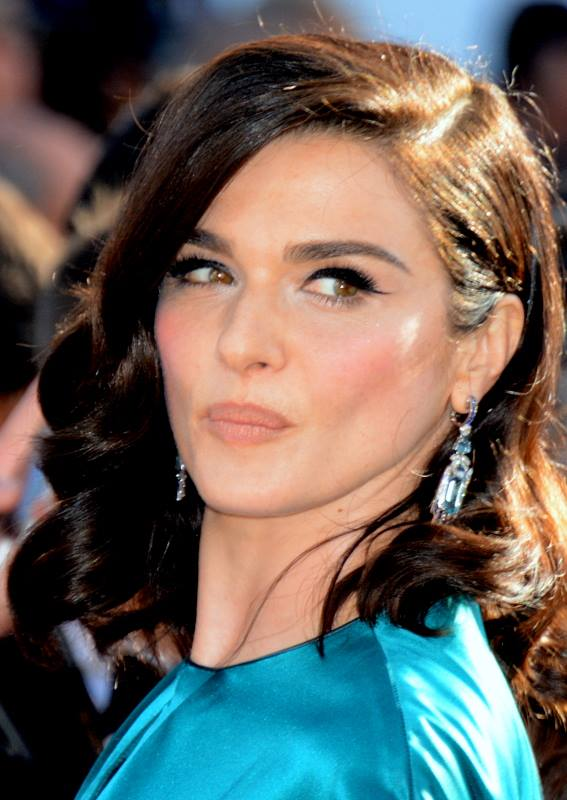
Rachel Weiszová (* 7. března)

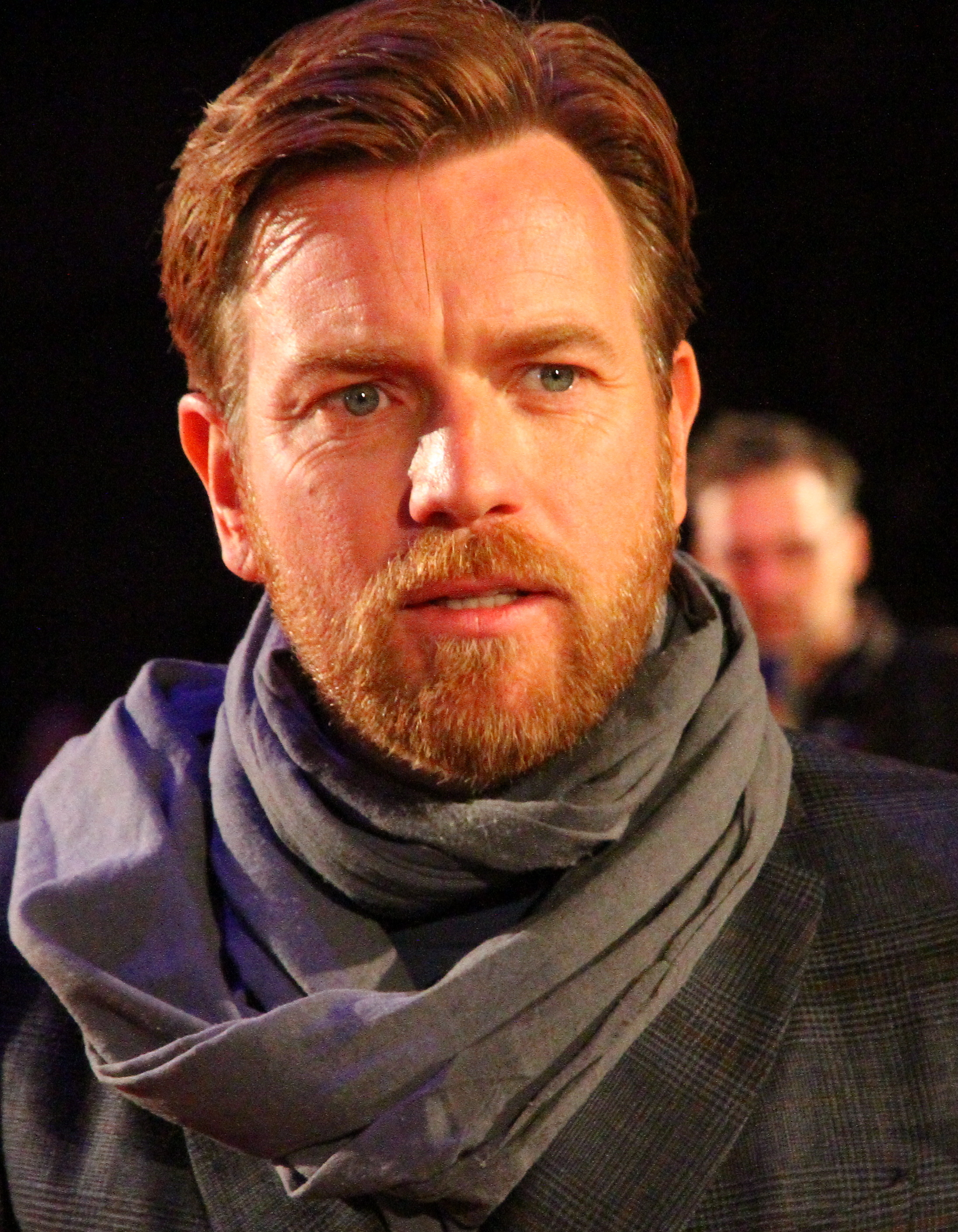
Ewan McGregor (* 31. března)

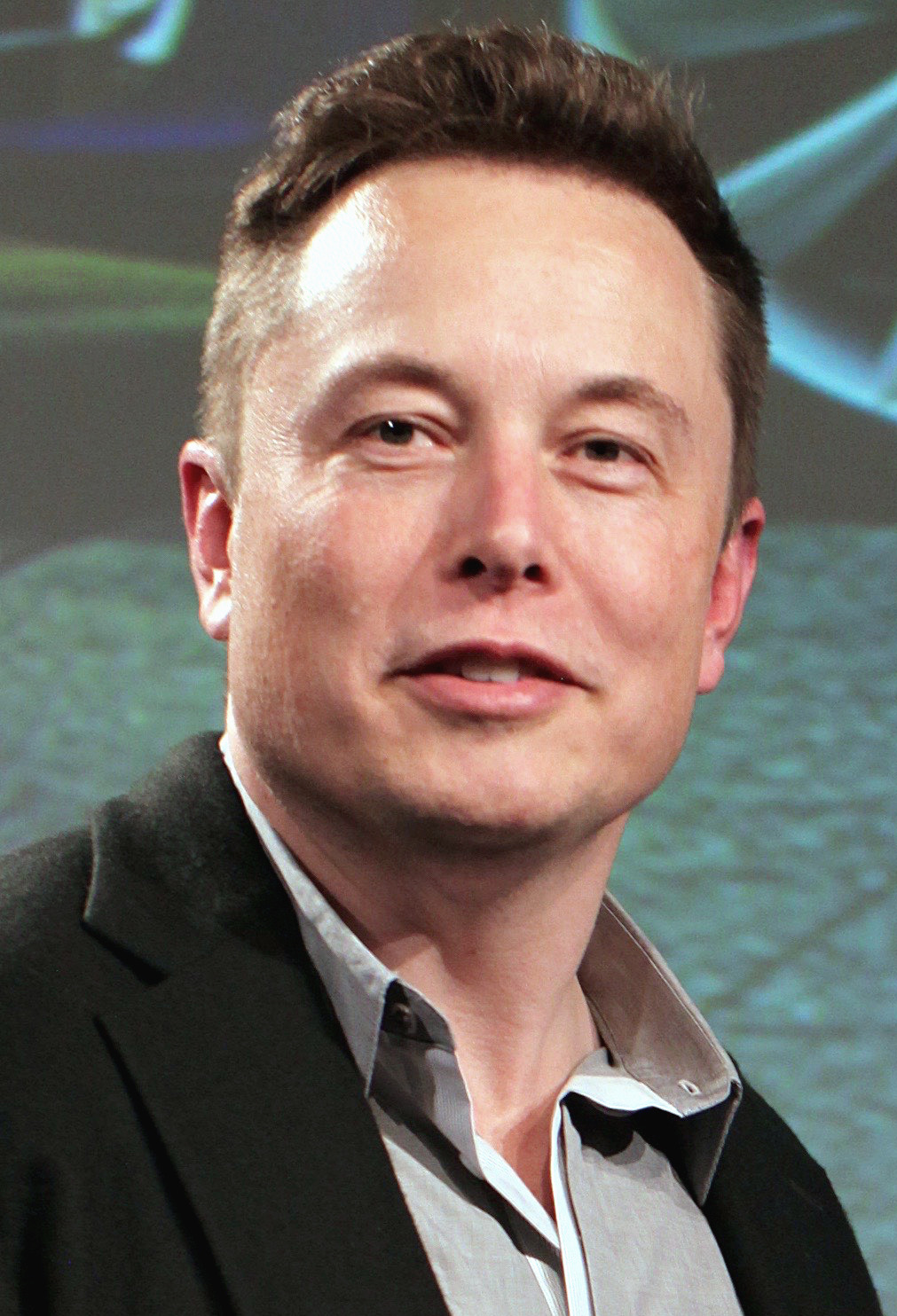
Elon Musk (* 28. června)

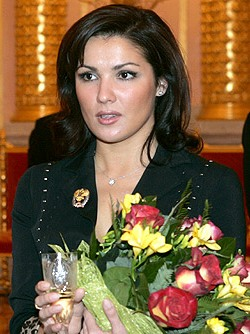
Anna Netrebko (* 18. září)

- 07. ledna – Jeremy Renner, americký herec a hudebník
- 11. ledna – Mary J. Blige, americká R&B zpěvačka a textařka
- 14. ledna – Lasse Kjus, norský lyžař
- 15. ledna – Regina Kingová, americká herečka a režisérka
- 17. ledna
  - Kid Rock, americký zpěvák
  - Richard Burns, britský rallyový jezdec († 25. listopadu 2005)
- 31. ledna – Patricia Velásquezová – venezuelská herečka a modelka
- 01. února
  - Tommy Salo, švédský lední hokejový brankář
  - Michael C. Hall, americký herec
- 03. února – Sarah Kane, anglická dramatička († 20. února 1999)
- 11. února
  - Damian Lewis, anglický herec
  - Susi Susanti, indonéská badmintonistka
- 13. února – Mats Sundin, švédský lední hokejista
- 15. února
  - Alex Borsteinová, americká herečka a dabérka
  - Renee O'Connor, americká herečka
- 16. února – Bella Nusujevová, ruská šermířka
- 20. února
  - Jari Litmanen, finský fotbalista
  - Joost van der Westhuizen, jihoafrický ragbista
- 25. února – Sean Astin, americký herec
- 26. února
  - Erykah Badu, americká soulová zpěvačka
  - Max Martin, švédský skladatel, hudební producent a zpěvák
- 27. února
  - Derren Brown, britský mentalista
  - Vladimír Vítek, slovenský fotbalový záložník
- 01. března – Allen Johnson, americký atlet, překážkář
- 02. března – Method Man, americký rapper, hudební producent a herec
- 06. března – Greg Johnson, kanadský hokejový útočník († 8. července 2019)
- 10. března – Jon Hamm, americký herec
- 16. března
  - Agnès Abécassis, francouzská publicistka
  - Alan Tudyk, americký herec a dabér
- 26. března – Rennae Stubbsová, australská tenistka a trenérka
- 27. března
  - David Coulthard, skotský automobilový závodník
  - Anna Torretta, italská horolezkyně
  - Nathan Fillion, kanadský herec a dabér
- 31. březen
  - Pavel Bure, ruský lední hokejista
  - Ewan McGregor, skotský herec a producent
- 02. dubna
  - Francisco Arce, paraguayský fotbalista
  - Todd Woodbridge, australský tenista
- 09. dubna – Jacques Villeneuve, kanadský automobilový závodník
- 11. dubna – Oliver Riedel, německý baskytarista, člen skupiny Rammstein
- 12. dubna – Shannen Doherty, americká herečka († 13. července 2024)
- 16. dubna
  - Selena, americká zpěvačka († 31. března 1995)
  - Nataša Zverevová, běloruská tenistka
- 18. dubna – David Tennant, skotský herec
- 21. dubna – Omar Hasan, argentinský ragbista
- 23. dubna – D. B. Weiss, americký televizní producent, scenárista, režisér a spisovatel
- 30. dubna – John Boyne, irský spisovatel
- 10. května – Kim Čong-nam, syn severokorejského diktátora Kim Čong-ila († 13. února 2017)
- 14. května – Sofia Coppola, americká režisérka, herečka a scenáristka
- 17. května – Máxima Nizozemská, nizozemská královna
- 26. května – Matt Stone, americký herec, animátor, spoluzakladatel seriálu South Park
- 27. května – Paul Bettany, anglický herec, scenárista a režisér
- 28. května – Jekatěrina Gordějevová, ruská krasobruslařka
- 30. května – Idina Menzel, americká herečka a zpěvačka
- 04. června
  - Joseph Kabila, prezident Demokratické republiky Kongo
  - Noah Wyle, americký herec
- 05. června – Mark Wahlberg, americký herec
- 16. června – Tupac Shakur, americký rapper a herec († 13. září 1996)
- 17. června – Paulina Rubio, mexická zpěvačka a herečka
- 19. června – Anders de la Motte, švédský spisovatel
- 20. června – Josh Lucas, americký herec
- 28. června – Elon Musk, americký podnikatel
- 30. června – Monica Potter, americká herečka
- 03. července – Julian Assange, australský internetový aktivista
- 07. července – Christian Camargo, americký herec
- 10. července – Nathan Cox, americký režisér videoklipů
- 20. července – Sandra Oh, kanadská herečka
- 21. července – Charlotte Gainsbourgová, francouzská herečka a zpěvačka
- 30. července – Claude Dambury, fotbalista Francouzské Guyany
- 05. srpna – Valdis Dombrovskis, lotyšský politik
- 10. srpna – Roy Keane, irský fotbalista a trenér
- 12. srpen – Pete Sampras, americký tenista
- 13. srpna – Heike Makatschová, německá herečka
- 19. srpna – Mary Joe Fernandezová, americká tenistka
- 26. srpna – Thalía, mexická zpěvačka a herečka
- 29. srpna – Carla Guginová, americká herečka
- 31. srpna – Chris Tucker, americký herec a komik
- 02. září – Kjetil André Aamodt, norský lyžař
- 04. září
  - Mark Knowles, bahamský tenista
  - Bas van de Goor, nizozemský volejbalista
- 06. září – Dolores O'Riordanová, irská písničkářka a frontmanka kapely The Cranberries († 15. ledna 2018)
- 08. září – David Arquette, americký herec, filmový režisér, producent a scenárista
- 13. září
  - Stella McCartney, britská módní návrhářka, dcera Paula McCartneyho
  - Goran Ivanišević, chorvatský tenista
- 16. září – Amy Poehlerová, americká herečka
- 17. září
  - Ian Whyte, britský basketbalista a herec
  - Adriana Karembeu, slovenská modelka
- 18. září
  - Lance Armstrong, americký cyklista
  - Jada Pinkettová Smithová, americká herečka
  - Anna Netrebko, ruská operní pěvkyně
- 02. října – James Root, americký kytarista, člen skupiny Slipknot
- 06. října – Emily Mortimerová, anglická herečka
- 10. října – Markus Heitz, německý spisovatel fantasy
- 13. října – Sacha Baron Cohen, anglický komik a herec
- 17. října – Andy Whitfield, velšský herec († 11. září 2011)
- 20. října – Snoop Dogg, americký rapper, producent a herec
- 23. října – Alex Hitzinger, technický ředitel týmu Formule 1 Scuderia Toro Rosso
- 29. října
  - Winona Ryder, americká herečka
  - Blahoslavená Chiara Badano, členka Hnutí Fokoláre († 7. října 1990)
- 05. listopadu – Jonny Greenwood, anglický multiinstrumentalista, člen kapely Radiohead
- 6. listopadu – Luminița Dinuová, rumunská házenkářka
- 10. listopadu – Mario Abdo Benítez, prezident Paraguaye
- 16. listopadu – Alexandr Popov, ruský plavec
- 23. listopadu – Martin Kollár, slovenský fotograf
- 24. listopadu
  - Keith Primeau, kanadský hokejista
  - Andrij Vedenmejer, ukrajinský sportovní lezec a trenér
- 25. listopadu – Christina Applegate, americká herečka
- 26. listopadu – Chuang Jü-sin, tchajwanská judistka
- 02. prosince – Francesco Toldo, italský fotbalista
- 06. prosince – Richard Krajicek, nizozemský tenista
- 14. prosince – Čaj Čchao, čínská házenkářka
- 16. prosince – Paul van Dyk, německý trance DJ a hudební producent
- 18. prosince
  - Arantxa Sánchezová Vicariová, španělská tenistka
  - Cécile Avezou, francouzská sportovní lezkyně
- 24. prosince – Ricky Martin, portorický zpěvák
- 25. prosince – Justin Trudeau, kanadský premiér
- 26. prosince – Jared Leto, americký herec a zpěvák, frontman skupiny 30 Seconds to Mars
- ? – Dana Pe'er, americká bioinformatička

## Úmrtí

### Česko
- 03. ledna
  - Josef Černý, ministr zemědělství České soc. rep. (* 23. prosince 1922)
  - Oldřich Starý, architekt, rektor ČVUT (* 15. března 1884)
- 04. ledna
  - Ladislav Borovanský, anatom (* 1. dubna 1897)
  - Josef Matouš, literární kritik a překladatel (* 21. června 1881)
- 14. ledna – Bohumil Klenovec, fotbalista (* 18. března 1912)
- 18. ledna – František Maxián, klavírista a pedagog (* 9. listopadu 1907)
- 25. ledna – Jiří Haller, bohemista a lexikograf (* 1. ledna 1896)
- 26. ledna – Vincenc Šťastný, hudební skladatel, klavírista a pedagog (* 20. ledna 1885)
- 28. ledna – Václav Pilát, fotbalista (* 6. května 1888)
- 15. února – Vlasta Kálalová, lékařka (* 26. říjen 1896)
- 17. února – Michal Mareš, spisovatel (* 22. ledna 1893)
- 20. února – Jan Procházka, spisovatel (* 4. února 1929)
- 26. února – Josef Berg, hudební skladatel (* 8. března 1927)
- 01. března – František Hrubín, spisovatel (* 17. září 1910)
- 05. března – Karel Drbohlav, divadelní fotograf (* 25. září 1908)
- 06. března – Lída Sudová, herečka (* 31. července 1881)
- 17. března – Jaromír Jiroutek, kladenský pediatr († 20. března 1901)
- 11. dubna – Pavel Strádal, popularizátor vědy, spisovatel a amatérský fotograf (* 31. prosince 1898)
- 12. dubna – Josef Gruss, herec (* 9. března 1908)
- 15. dubna – Katy Kaclová-Vališová, herečka z období němého filmu (* 28. září 1883)
- duben – František Zyka, mistr houslař (* 6. ledna 1904)
- 09. května – Heinrich Kulka, architekt (* 29. března 1900)
- 11. června – Břetislav Chrastina, příslušník výsadku Spelter (* 25. května 1901)
- 12. května – Ludvík Kundera, klavírista, muzikolog a hudební pedagog (* 17. srpna 1891)
- 27. května – Vladimír List, elektrotechnický inženýr a vysokoškolský pedagog (* 1. června 1877)
- 3. června – Rudolf Hlavica, sochař a řezbář (* 5. dubna 1897)
- 04. června – Vlastislav Antonín Vipler, dirigent a [hudební skladatel (* 2. června 1903)
- 06. června – Dionysius Polanský, právník a politik (* 8. října 1894)
- 08. června – Hugo Sáňka, legionář, středoškolský profesor, překladatel a jazykovědec (* 16. ledna 1887)
- 10. června – Josef Träger, divadelní kritik, teoretik a scenárista (* 22. května 1904)
- 11. června – Rudolf Faukner, jeden z prvních českých autorů sci-fi (* 12. prosince 1889)
- 21. června – Karel Kupka, malíř-krajinář (* 4. července 1905)
- 26. června – Rudolf Luskač, spisovatel (* 21. prosince 1899)
- 06. července – Bohdan Lacina, malíř (* 15. února 1912)
- 09. července – Evžen Markalous, lékař (* 19. dubna 1906)
- 15. července – Ernst Wiesner, brněnský architekt (* 21. ledna 1890)
- 18. července – František Marek, architekt (* 26. listopadu 1899)
- 24. července – Josef Šíma, malíř (* 19. března 1891)
- 26. července – Edvard Cenek, spisovatel a fotograf (* 18. března 1904)
- 05. srpna – Josef Stanislav, klavírista, hudební skladatel a publicista (* 22. ledna 1897)
- 15. srpna – Zbyněk Žába, egyptolog (* 19. června 1918)
- 31. srpna – František Vladimír Foit, sochař, etnograf a cestovatel (* 20. listopadu 1900)
- 16. září – Vojtěch Tittelbach, malíř a grafik (* 30. července 1900)
- 22. září – Josef Otto Novotný, novinář (* 1. února 1894)
- 25. září – Jan Palouš, filmový režisér a lední hokejista (* 25. října 1888)
- 28. září – Bohuslav Reynek, básník (* 31. května 1892)
- 05. října – Jaroslav Brychta, sochař a sklářský výtvarník (* 9. března 1895)
- 06. října
  - Vladimír Watzke, spisovatel (* 21. července 1900)
  - Viliam Široký, premiér (* 31. května 1902)
- 07. října – Alois Sivek, literární historik a kritik (* 10. února 1920)
- 08. října – Josef Veverka, politik, oběť komunistického režimu (* 4. února 1903)
- 22. října – František Šlégr, herec a divadelní režisér (* 4. listopadu 1894)
- 23. října – Jan Roubal, entomolog (* 16. srpna 1880)
- 27. října – Karel Janoušek, legionář, odbojář, maršál britského letectva, oběť komunistického režimu (* 30. října 1893)
- 28. října – Marie Rýdlová, herečka (* 3. prosince 1884)
- 30. října – Osvald Chlubna, hudební skladatel a pedagog (* 22. července 1893)
- říjen – František Polák, legionář, bojovník proti fašismu a komunismu (* 27. prosince 1889)
- 04. listopadu – Mirko Hanák, malíř (* 26. června 1921)
- 13. listopadu – Ladislav Kopřiva, komunistický politik, ministr národní bezpečnosti (* 28. června 1897)
- 15. listopadu – Antonín Kybal, textilní výtvarník (* 25. března 1901)
- 16. listopadu – Josef Kainar, básník (* 29. června 1917)
- 20. listopadu – Josef Myslivec, historik umění, byzantolog, překladatel, politický vězeň (* 7. července 1907)
- 21. listopadu – Josef Košťálek, fotbalista (* 31. srpna 1909)
- 25. listopadu – Zdena Vincíková, swingová zpěvačka (* 1917)
- 05. prosince – Jiří Grossmann, herec, zpěvák, textař a instrumentalista (* 20. července 1941)
- 07. prosince – Josef Černý, ministr vnitra Československa (* 28. února 1885)
- 09. prosince – Jan Rejsa, básník a spisovatel (* 16. září 1896)
- 11. prosince – Karel Konrád, spisovatel (* 28. března 1899)
- 13. prosince – Hugo Siebenschein, literární historik (* 6. dubna 1889)
- 17. prosince – Antonín Haas, archivář (* 25. května 1910)
- 28. prosince – Josef Procházka, výtvarník – betlemář (* 12. září 1899)

### Svět

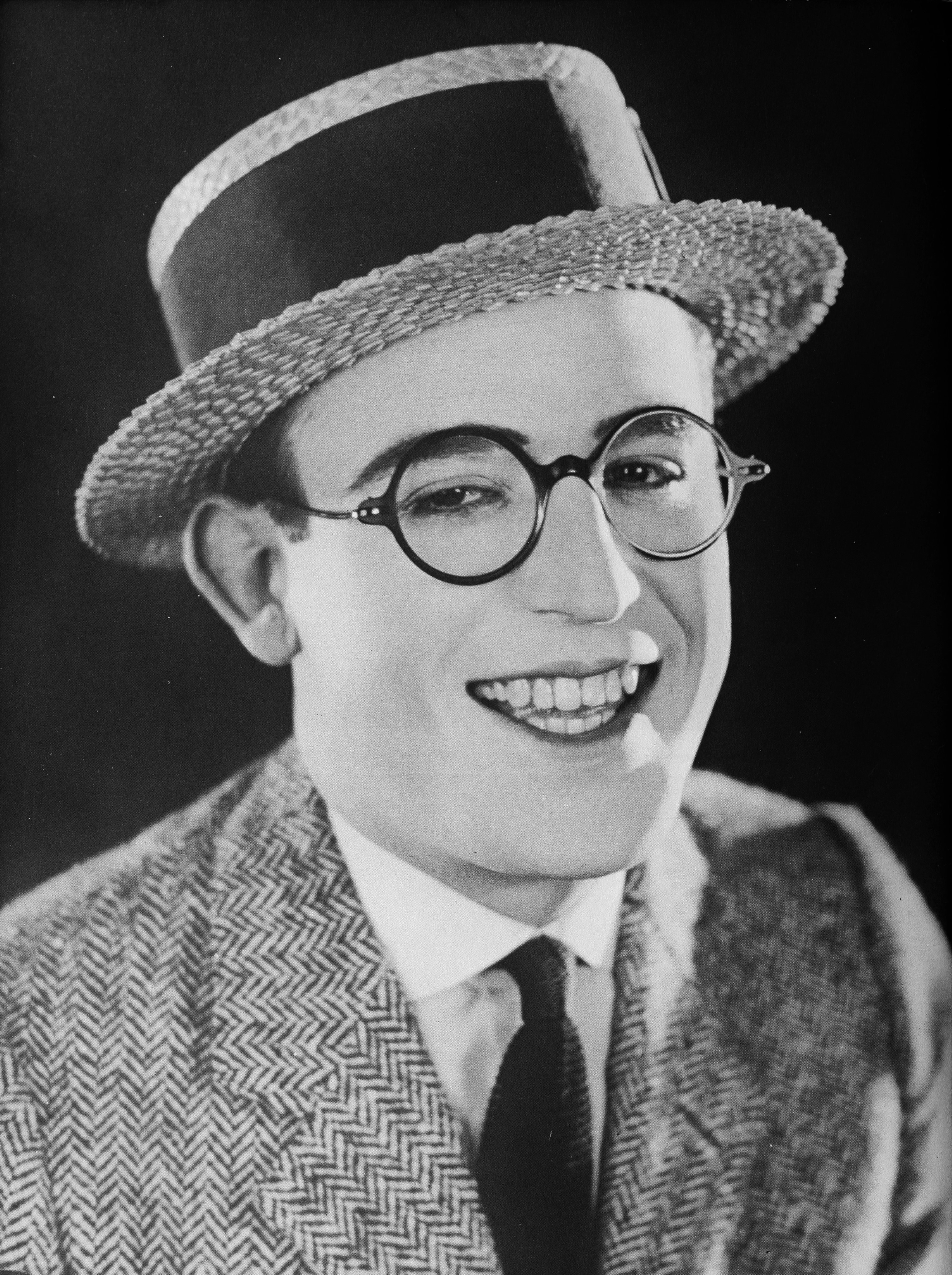
Harold Lloyd († 8. března)

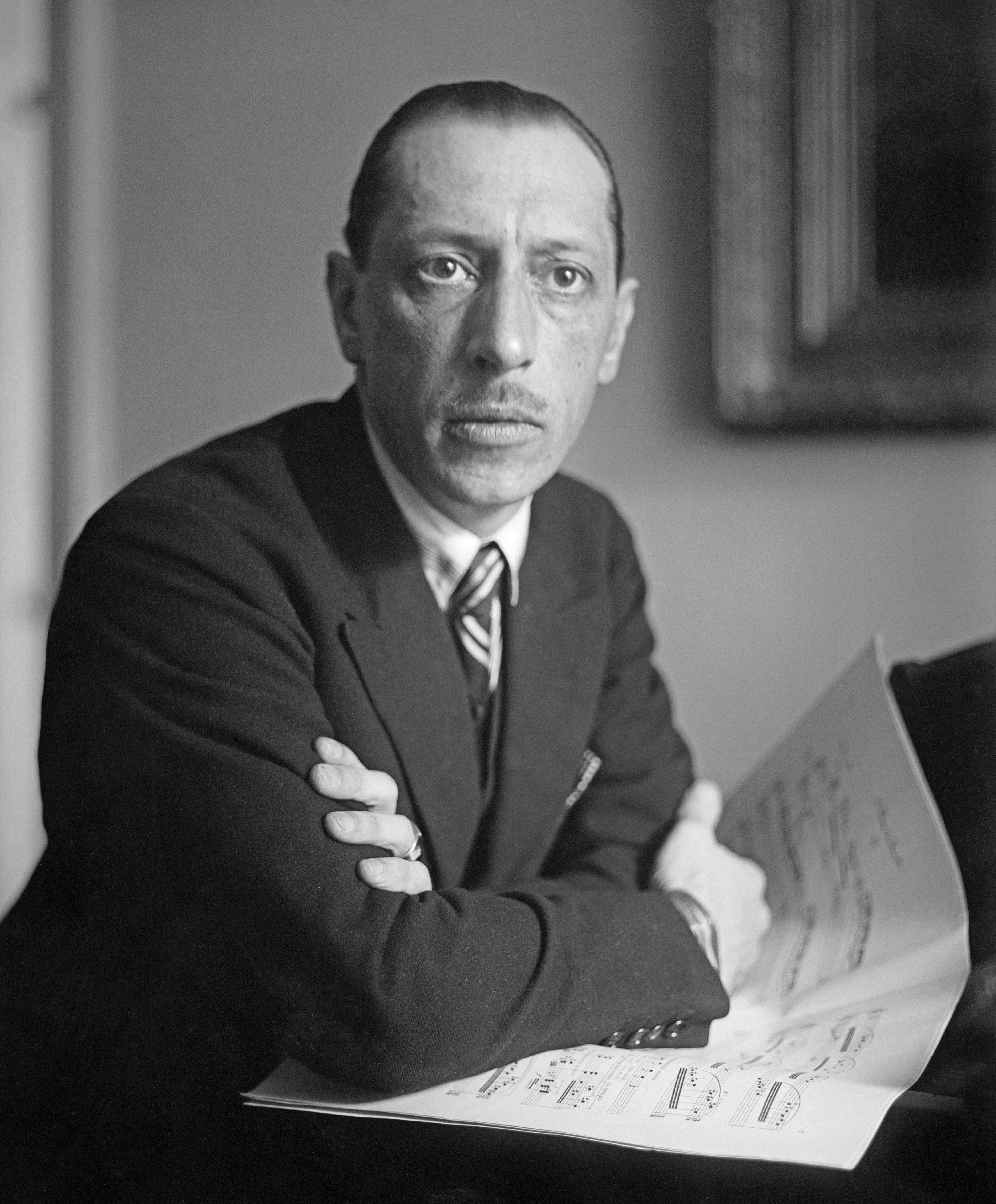
Igor Fjodorovič Stravinskij († 6. dubna)

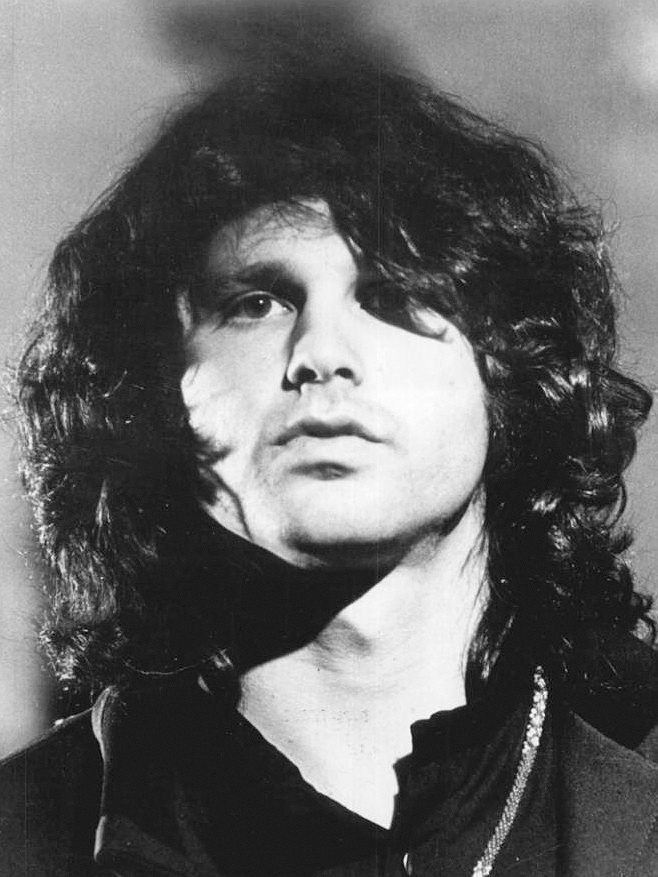
Jim Morrison († 3. července)

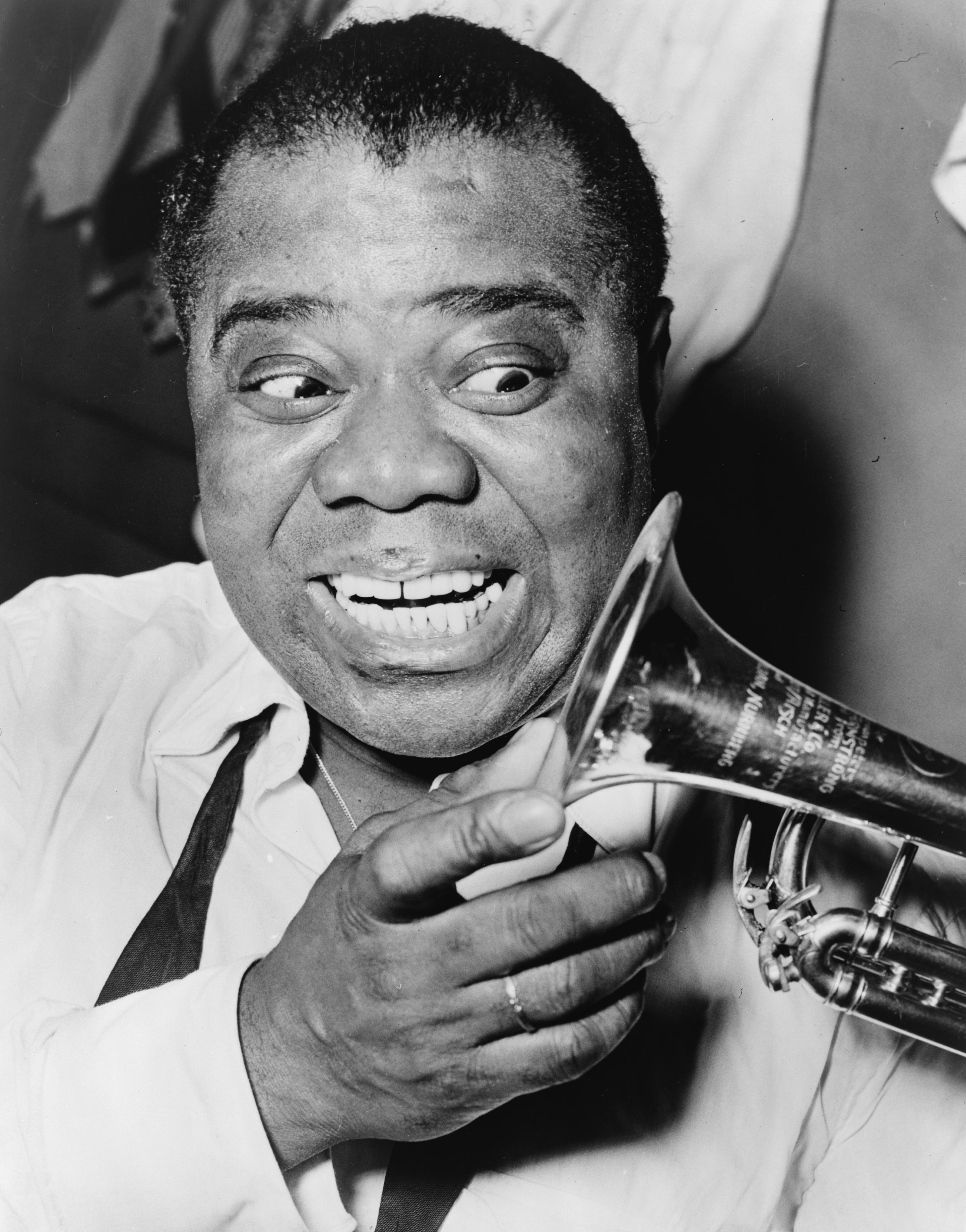
Louis Armstrong († 6. července)

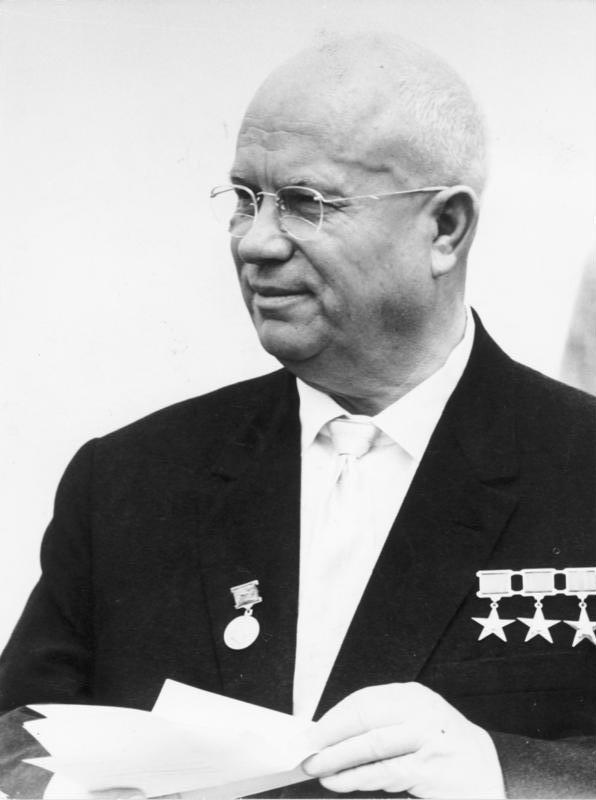
Nikita Sergejevič Chruščov († 11. září)

- 10. ledna – Coco Chanel, francouzská módní návrhářka (* 19. srpna 1883)
- 20. ledna – Gilbert M. Anderson, americký filmový herec a režisér (* 21. března 1880)
- 23. ledna – Josip Pupačić, chorvatský básník (* 19. září 1910)
- 26. ledna – Hermann Hoth, generálplukovník Wehrmachtu (* 12. dubna 1885)
- 27. ledna – Jacobo Árbenz Guzmán, guatemalský prezident (* 14. září 1913)
- 28. ledna – Samuel Gottscho, americký fotograf (* 8. února 1875)
- 01. února – Raoul Hausmann, rakouský fotograf, spisovatel a výtvarník (* 12. července 1886)
- 05. února – Mátyás Rákosi, maďarský premiér (* 9. března 1892)
- 25. února – Theodor Svedberg, švédský chemik, Nobelova cena za chemii (* 30. srpna 1884)
- 26. února – Fernandel, francouzský herec (* 8. května 1903)
- 28. února – Paul de Kruif, americký mikrobiolog a spisovatel (* 2. března 1890)
- 07. března – Erich Abraham, nacistický generál (* 27. března 1895)
- 08. března – Harold Lloyd, americký filmový herec-komik a producent (* 20. dubna 1896)
- 16. března – Hans Kohn, americký historik, filosof, teoretik nacionalismu (* 15. září 1891)
- 18. března – Petr Bogatyrev, ruský etnolog], jazykovědec a literární vědec (* 16. ledna 1893)
- 21. března – Perec Bernstein, ministr obchodu a průmyslu Izraele (* 12. června 1890)
- 24. března
  - Arne Jacobsen, dánský architekt (* 11. února 1902)
  - Hubert Salvátor Rakousko-Toskánský, arcivévoda rakouský a princ toskánský (* 30. dubna 1894)
- 03. dubna – Joe Valachi, americký mafián (* 22. září 1903)
- 04. dubna – Frank Loomis, americký olympijský vítěz v běhu na 400 metrů překážek z roku 1920 (* 22. srpna 1898)
- 06. dubna – Igor Fjodorovič Stravinskij, ruský skladatel (* 17. června 1882)
- 12. dubna
  - Wynton Kelly, americký jazzový klavírista (* 2. prosince 1931)
  - Igor Jevgeněvič Tamm, sovětský fyzik, Nobelova cena 1958 (* 8. července 1895)
- 15. dubna – Friedebert Tuglas, estonský spisovatel (* 2. března 1886)
- 17. dubna – Alfred Cheney Johnston, americký fotograf (* 8. dubna 1885)
- 19. dubna – Tommy Thomson, kanadský olympijský vítěz v běhu na 110 metrů překážek, OH 1920 (* 15. února 1895)
- 21. dubna – François Duvalier, haitský diktátor (* 14. dubna 1907)
- 22. dubna – Anna Černohorská, černohorská princezna (* 18. srpna 1874)
- 30. dubna – Albin Stenroos, finský olympijský vítěz v maratonu (* 25. února 1889)
- 05. května – Violet Jessop, britská stevardka, přežila ztroskotání tří lodí (* 2. října 1887)
- 10. května – Paul Abel, britský právník rakouského původu (* 21. března 1874)
- 11. května
  - Rafał Wojaczek, polský básník (* 6. prosince 1945)
  - Seán Lemass, premiér Irska (* 15. července 1899)
- 13. května – E. L. T. Mesens, belgický galerista, spisovatel, básník, malíř a hudebník (* 27. listopadu 1903)
- 16. května
  - Krikor Bédros XV. Agagianian, gruzínský katolický kněz arménského ritu, kardinál (* 18. září 1895)
  - Karl Farkas, rakouský herec a kabaretní umělec (* 28. října 1893)
- 18. května – Alexandr Gennaďjevič Kuroš, sovětský matematik (* 19. ledna 1908)
- 20. května – Waldo Williams, velšský básník (* 30. září 1904)
- 26. května – Július Adamiš, slovenský evangelický kněz a církevní historik (* 28. května 1885)
- 28. května – Audie Murphy, americký voják, herec a hudební skladatel (* 20. června 1925)
- 30. května – Marcel Dupré, francouzský varhaník, klavírista a skladatel (* 3. května 1886)
- 01. června – Reinhold Niebuhr, americký protestantský teolog a politický filozof (* 21. června 1892)
- 04. června – György Lukács, maďarský marxistický filosof a literární kritik (* 13. dubna 1885)
- 07. června – Antoni Szylling, polský generál za druhé světové války (* 31. srpna 1881)
- 13. června – Richmond Landon, americký olympijský vítěz ve skoku do výšky 1920 (* 20. listopadu 1898)
- 15. června – Wendell Meredith Stanley, americký biochemik a virolog, Nobelova cena 1946 (* 16. srpna 1904)
- 18. června – Paul Karrer, švýcarský chemik, Nobelova cena za chemii (* 21. dubna 1889)
- 23. června – Marie Anna Braganzská, portugalská infantka (* 3. září 1899)
- 25. června – John Boyd Orr, skotský lékař, biolog a politik, nositel Nobelovy ceny za mír (* 23. září 1880)
- 26. června
  - Diane Arbusová, americká fotografka (* 14. března 1923)
  - Hans Falkenhagen, německý fyzik (* 13. května 1895)
  - Marcel Communeau, francouzský ragbista, (* 11. září 1885)
- 28. června
  - Franz Stangl, velitel vyhlazovacích táborů Sobibor a Treblinka (* 26. března 1914)
  - Martin Benka, slovenský malíř (* 21. září 1888)
- 29. června
  - Viktor Pacajev, tragicky zesnulý sovětský kosmonaut (* 19. června 1933)
  - Georgij Dobrovolskij, ruský kosmonaut (* 1. června 1928)
  - Vladislav Volkov, sovětský letecký inženýr a kosmonaut (* 23. prosince 1935)
- 30. června – Georgi Rangelov Asparuchov, bulharský fotbalista (* 4. května 1943)
- 01. července
  - Gustaf Johansson, švédský lední hokejista (* 14. září 1900)
  - William Lawrence Bragg, fyzik (* 31. března 1890)
- 03. července – Jim Morrison, hudebník, zpěvák skupiny The Doors (* 8. prosince 1943)
- 06. července – Louis Armstrong, americký hudebník (* 4. srpna 1901)
- 07. července – Ub Iwerks, americký filmový animátor (* 24. března 1901)
- 08. července – Kurt Reidemeister, německý matematik (* 13. října 1893)
- 11. července
  - Pedro Rodríguez de la Vega, mexický automobilový závodník (* 18. ledna 1940)
  - John Wood Campbell, americký spisovatel (* 8. června 1910)
- 16. července – Fletcher Steele, americký krajinářský architekt (* 7. června 1885)
- 21. července – Yrjö Väisälä, finský astronom a fyzik (* 6. září 1891)
- 24. července – Alan Rawsthorne, britský hudební skladatel (* 2. května 1905)
- 27. července – Jacques Lusseyran, francouzský spisovatel (* 19. září 1924)
- 03. srpna
  - Georgij Nikolajevič Babakin, sovětský radiotechnik a letecký konstruktér (* 13. listopadu 1914)
  - Walter Owen Bentley, spoluzakladatel firmy Bentley (* 16. září 1888)
- 07. srpna – Jicchak-Me'ir Levin, ministr izraelské vlády a vůdce hnutí Agudat Jisra'el (* 30. ledna 1893)
- 13. srpna – King Curtis, americký virtuózní saxofonista (* 7. února 1934)
- 14. srpna – Mak Dizdar, bosenský básník a novinář (* 17. října 1917)
- 15. srpna – Paul Lukas, maďarsko-americký filmový herec (* 26. května 1891)
- 26. srpna – Rukiye Sabiha Sultan, osmanská princezna a dcera sultána Mehmeda VI. (* 1. května 1894)
- 27. srpna – Margaret Bourke-Whiteová, americká fotografka (* 14. června 1904)
- 01. září
  - Dezider Milly, slovenský malíř (* 7. srpna 1906)
  - Paul Niehans, švýcarský lékař (* 21. listopadu 1882)
- 05. září
  - Pchan Tchien-šou, čínský malíř, uměnovědec a pedagog (* 14. března 1897)
  - Ed Gordon, americký olympijský vítěz ve skoku do dálky (* 1. července 1908)
- 10. září – Aharon Re'uveni, izraelský spisovatel (* 1886)
- 11. září – Nikita Sergejevič Chruščov, sovětský politik (* 17. dubna 1894)
- 13. září – Lin Piao, čínský komunistický vojevůdce (* 5. prosince 1907)
- 20. září – Jorgos Seferis, řecký básník, Nobelova cena za literaturu 1963 (* 13. března 1900)
- 03. října – Adelheid Habsbursko-Lotrinská, rakouská arcivévodkyně, dcera císaře Karla I. (* 3. ledna 1914)
- 08. října – Harry Steel, americký zápasník, zlato na OH 1924 (* 8. dubna 1899)
- 11. října – Rudolf Wittkower, americký historik umění (* 22. června 1901)
- 12. října – Gene Vincent, americký zpěvák (* 11. února 1935)
- 17. října – Sergej Kavtaradze, gruzínský politik, novinář a diplomat (* 15. srpna 1885)
- 29. října
  - Duane Allman, americký kytarista, zpěvák a skladatel (* 20. listopadu 1946)
  - Arne Tiselius, švédský biochemik, Nobelova cena za chemii 1948 (* 10. srpna 1902)
- 31. října – Gerhard von Rad, německý luterský teolog (* 21. října 1901)
- 01. listopadu – Gertrud von Le Fort, německá pisatelka křesťanské literatury (* 11. října 1876)
- 05. listopadu – Gustáv Plavec, slovenský evangelický farář a spisovatel (* 4. dubna 1904)
- 09. listopadu – Ceri Richards, velšský malíř (* 6. června 1903)
- 10. listopadu – Walter Van Tilburg Clark, americký spisovatel (* 3. srpna 1909)
- 15. listopadu – Viljam Genrichovič Fišer, Rudolf Abel, ruský špión (* 11. července 1903)
- 16. listopadu – Edie Sedgwick, americká herečka a modelka. (* 20. dubna 1929)
- 27. listopadu – Edgar Bain, americký metalurg (* 14. září 1891)
- 04. prosince – Šunrjú Suzuki, japonský zenbuddhista (* 18. května 1904)
- 09. prosince – Ralph Bunche, americký diplomat (* 7. srpna 1903)
- 13. prosince – Gotthard Heinrici, německý generál ve druhé světové válce (* 25. prosince 1886)
- 20. prosince – Roy Disney, spoluzakladatel společnosti The Walt Disney Company (* 27. června 1893)
- 22. prosince – Walter Byron, kanadský hokejový brankář, olympijský vítěz (* 2. září 1894)
- 28. prosince – Max Steiner, rakouský hudební skladatel (* 10. května 1888)
- 29. prosince – Edwin Smith, anglický fotograf (* 15. května 1912)
- 30. prosince – Jo Cals, premiére Nizozemska (* 18. července 1914)
- ? – Karel Niestrath, německý sochař (* 1896)
- ? – Valerian Bakradze, předseda vlády Gruzínské SSR (* 1901)
- ? – Apostol Nikolajev-Strumskij, bulharský hudební skladatel, sbormistr a dirigent (* 1886)

## Hlavy států
Evropa:
- Československo – prezident Ludvík Svoboda
- SFR Jugoslávie – Josip Broz Tito
- Bulharská LR – Todor Živkov
- Maďarská lidová republika – János Kádár (generální tajemník MSDS)
- Rumunsko – Nicolae Ceaușescu
- Rakousko – Franz Jonas
- NDR
  - Walter Ulbricht (Generální tajemník SED)
    - vystřídal jej 3. 5. Erich Honecker

  - Willi Stoph (předseda státní rady)
- NSR
  - Willy Brandt (kancléř)
  - Gustav Heinemann (prezident)
- Polská lidová republika
  - Edward Gierek
- Litevská SSR – Antanas Sniečkus
- Sovětský svaz
  - předseda prezidia Nejvyššího sovětu Nikolaj Viktorovič Podgornyj
  - (de facto) první tajemník KSSS Leonid Iljič Brežněv
- Francie – prezident Georges Pompidou
- Španělsko – Francisco Franco
- Vatikán – papež Pavel VI.

Ostatní:
- Japonsko – císař Šówa
- Čína – (úřadující) předseda ČLR Tung Pi-wu
- USA – prezident Richard Nixon
- OSN/UN – U Thant

### Digitální archivy k roku 1971
- Dokumentární cyklus České televize Retro – rok 1971
- Pořad stanice Český rozhlas 6 Rok po roce – rok 1971
- Rudé právo v archivu Ústavu pro českou literaturu – ročník 51 rok 1971